# Werbiści
Werbiści, Zgromadzenie Słowa Bożego (nazwa łacińska: Societas Verbi Divini; skrót zakonny: SVD) – misyjne zgromadzenie zakonne, założone w 1875 roku przez św. Arnolda Janssena  w Holandii.

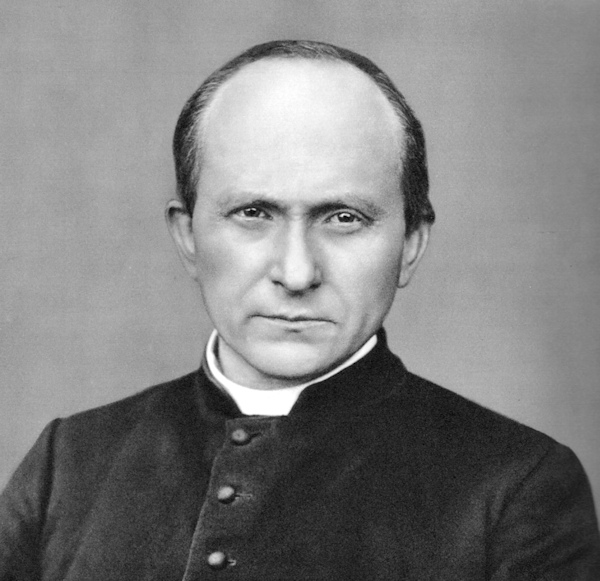
Święty Arnold Janssen SVD założyciel Zgromadzenia Słowa Bożego (Werbistów)

Zgromadzenie realizuje nakaz misyjny Chrystusa: Idźcie na cały świat i głoście Ewangelię wszelkiemu stworzeniu! (Mk 16,15).

## Historia Zgromadzenia
Zgromadzenie Słowa Bożego powstało w 1875 roku z inicjatywy niemieckiego duchownego Arnolda Janssena. Pierwszy dom misyjny utworzono w Steyl w Holandii i nazwano go Domem Misyjnym Świętego Michała Archanioła. Nazwa zakonu Societas Verbi Divini odnosi się do głoszenia słowa Bożego. Słowo verbum rozumiane jest także jako druga osoba Trójcy świętej – Syn Boży lub jego słowo.
Mimo że zakon został założony w 1875 roku, jego statuty zostały ogłoszone rok później. Zatwierdzenie zakonu przez papieża nastąpiło dopiero w 1900 roku.
Początki zgromadzenia były bardzo ciężkie. Zgłaszało się stosunkowo niewielu kandydatów pragnących brać udział w misjach zagranicznych, a dodatkowo wielu z nich nie wytrzymywało ciężkich warunków, z jakimi przyszło się zmagać misjonarzom. W początkowych latach funkcjonowania Domu Misyjnego Świętego Michała Archanioła ośrodek wyposażony był jedynie w sześć krzeseł i jedenaście pokoi. Dzięki pracy parafian oraz samych werbistów po roku sytuacja się zmieniła. Przy domu powstała szkoła misyjna, seminarium duchowne, a w 1877 roku także dom rekolekcyjny.
Od 1877 roku w drukarni wydawano "Małego Posłańca Serca" Jezusowego, a rok później oddano do druku pierwszy egzemplarz czasopisma "Stadt Gottes". Od 1880 wychodził również "Kalendarz Świętego Michała".
Polityka założyciela werbistów opierała się w głównej mierze na odpowiednim wykształceniu misjonarzy przed ich podróżą do krajów misyjnych. Ich wykształcenie wykraczało znacznie poza studia teologiczne. Wielu przyszłych misjonarzy kończyło studia z zakresu kierunków matematycznych lub przyrodniczych. W celu polepszenia warunków dla studentów w Rzymie utworzono w 1888 roku Kolegium Świętego Rafała, które zapewniało im schronienie i wyżywienie. 
Pierwsi misjonarze – Józef Freinademetz oraz Jan Baptysta Anzer – zostali wysłani na misję do Chin w 1879 roku. W kolejnych latach misjonarze wyjeżdżali na misje do Ameryki Północnej i Południowej, Afryki, Azji, Europy oraz Australii.
Dom Misyjny Świętego Michała prężnie się rozwijał. 12 lat po otwarciu zgromadzenia wybudowano już niemal cały klasztor, a na przełomie XIX i XX wieku mieszkało w nim 650 mieszkańców. Wraz z rozwojem domu macierzystego powstawały kolejne domy misyjne, a przy nich domy rekolekcyjne i drukarnie. W 1889 roku w Austrii otworzono Dom Misyjny pod wezwaniem Świętego Gabriela.
Do Polski werbiści przybyli w 1892 roku i założyli Dom Misyjny pod Wezwaniem Świętego Krzyża w Nysie.
W latach dwudziestych XX wieku werbiści organizowali wystawy etnograficzne w Watykanie. Od grudnia 1927 roku byli odpowiedzialni za funkcjonowanie nowo powstałego Papieskiego Muzeum Misyjno-Etnologicznego na Lateranie.

## Cele działalności zgromadzenia
Cele działalności i zasady funkcjonowania Zgromadzenia Słowa Bożego zostały określone w konstytucjach. Już na samym wstępie tego dokumentu zapisany jest główny cel istnienia zakonu – działalność misyjna. Według słów założyciela praca ta miała również za zadanie prowadzenie kapłanów do samodoskonalenia. 
W kolejnych częściach dokumentu Janssen zwrócił uwagę na niesienie pomocy wspólnotom najuboższym oraz tym gdzie Słowo Boże dotarło najpóźniej. To właśnie do tych krajów wysyłano największą liczbę misjonarzy. Wskazywano także na różnorodność pochodzenia zakonników. 
Werbiści w swojej pracy opierają się na metodach Inkulturacji kulturowej, które wchodzą w skład Tradycji Anthropos. 
Do szczególnych zainteresowań zakonników należy również rozwój nauki. Cel ten nie został opublikowany w Konstytucjach, jednak na każdym kroku był podkreślany przez ojca założyciela. Wielu członków zgromadzenia prowadzi działalność naukową. Wielu z nich należy również do społeczności akademickich. Zgromadzenie Słowa Bożego prowadzi sześć uniwersytetów na całym świecie. Jednym z nich jest Uniwersytet Nanzan w Nagoi.

## Działalność werbistów w Polsce

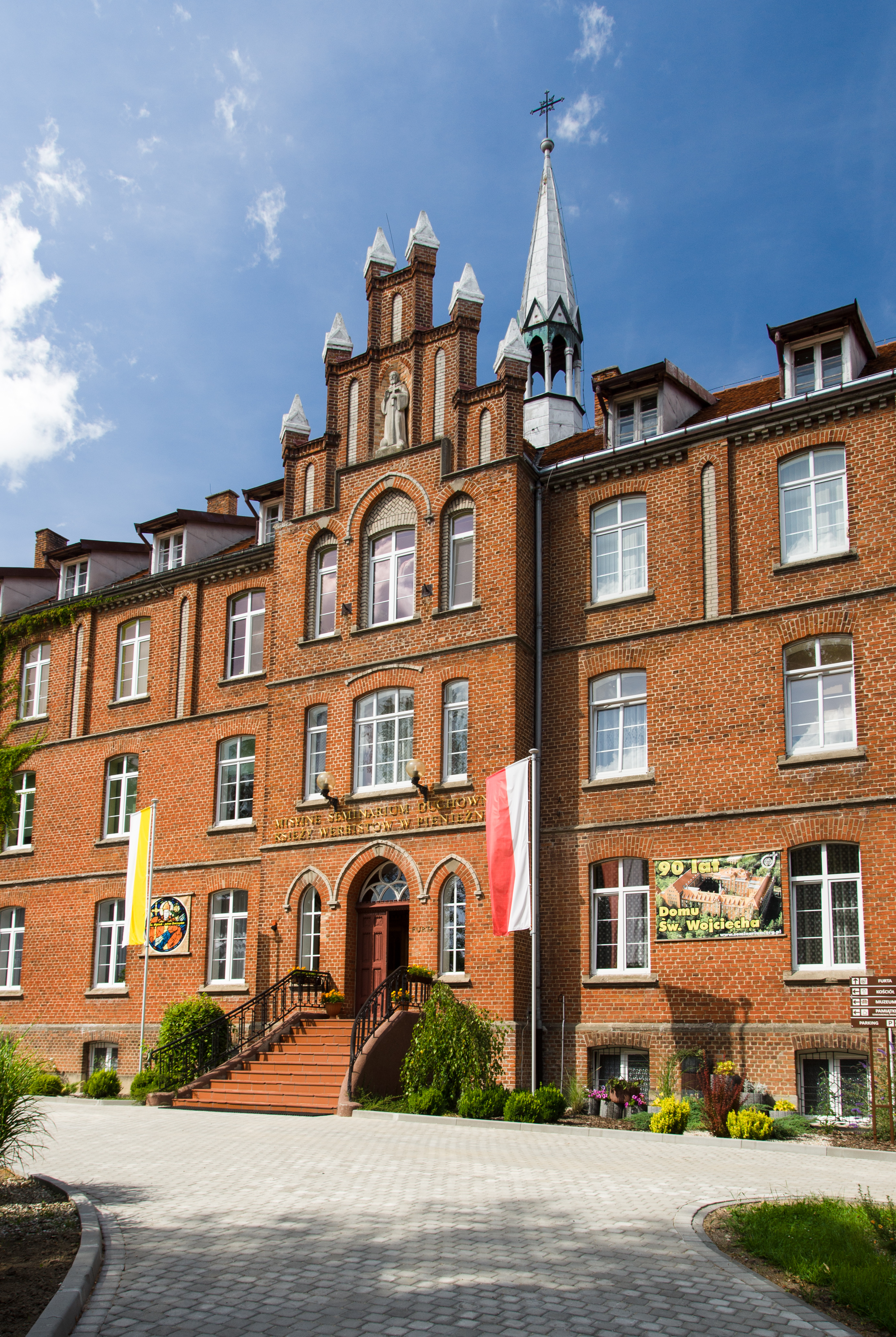
Misyjne Seminarium Duchowne Księży Werbistów w Pieniężnie

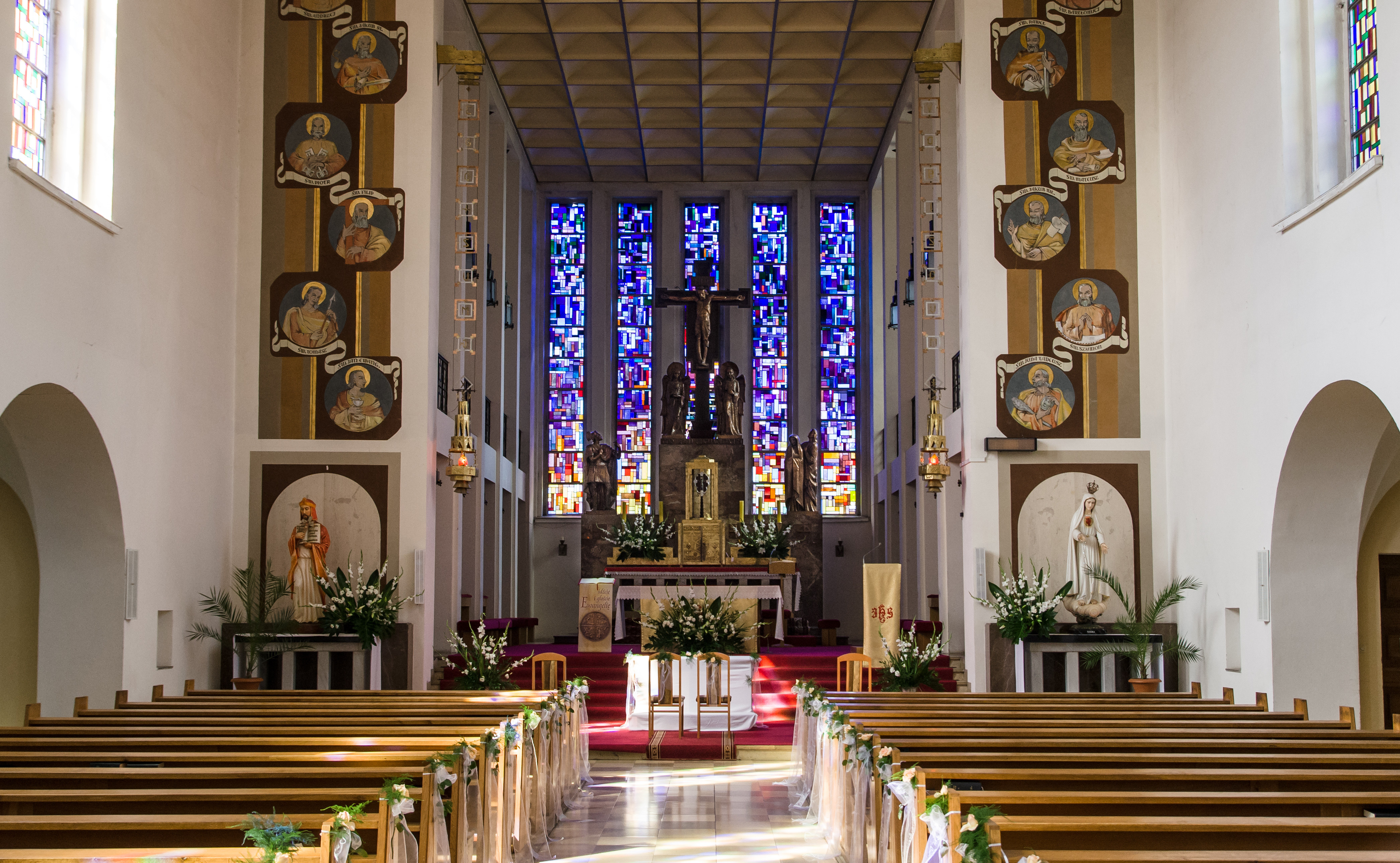
Ołtarz w kościele księży werbistów w Pieniężnie

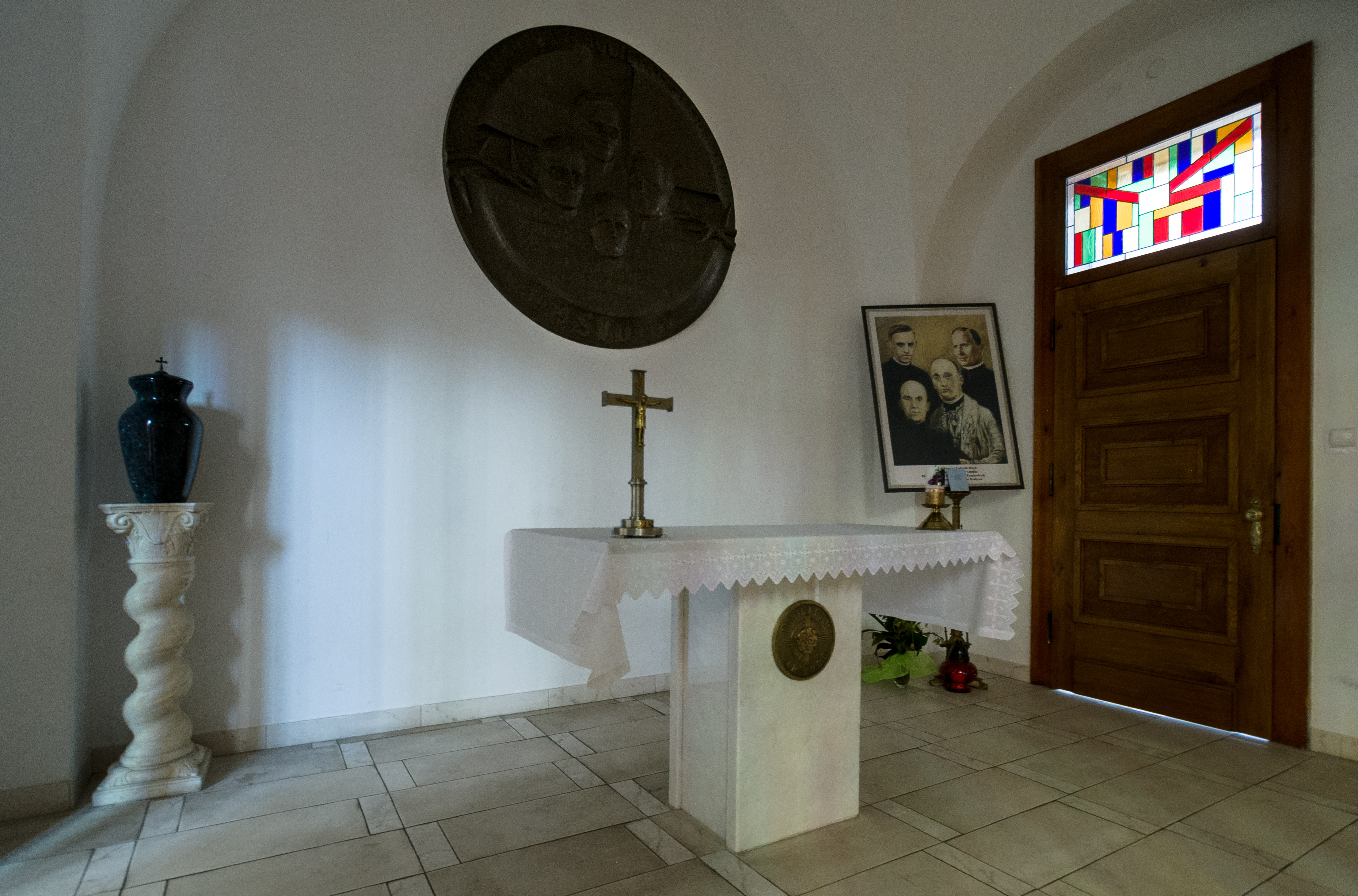
Kaplica czterech werbistów, męczenników II wojny światowej, ogłoszonych błogosławionymi Kościoła katolickiego

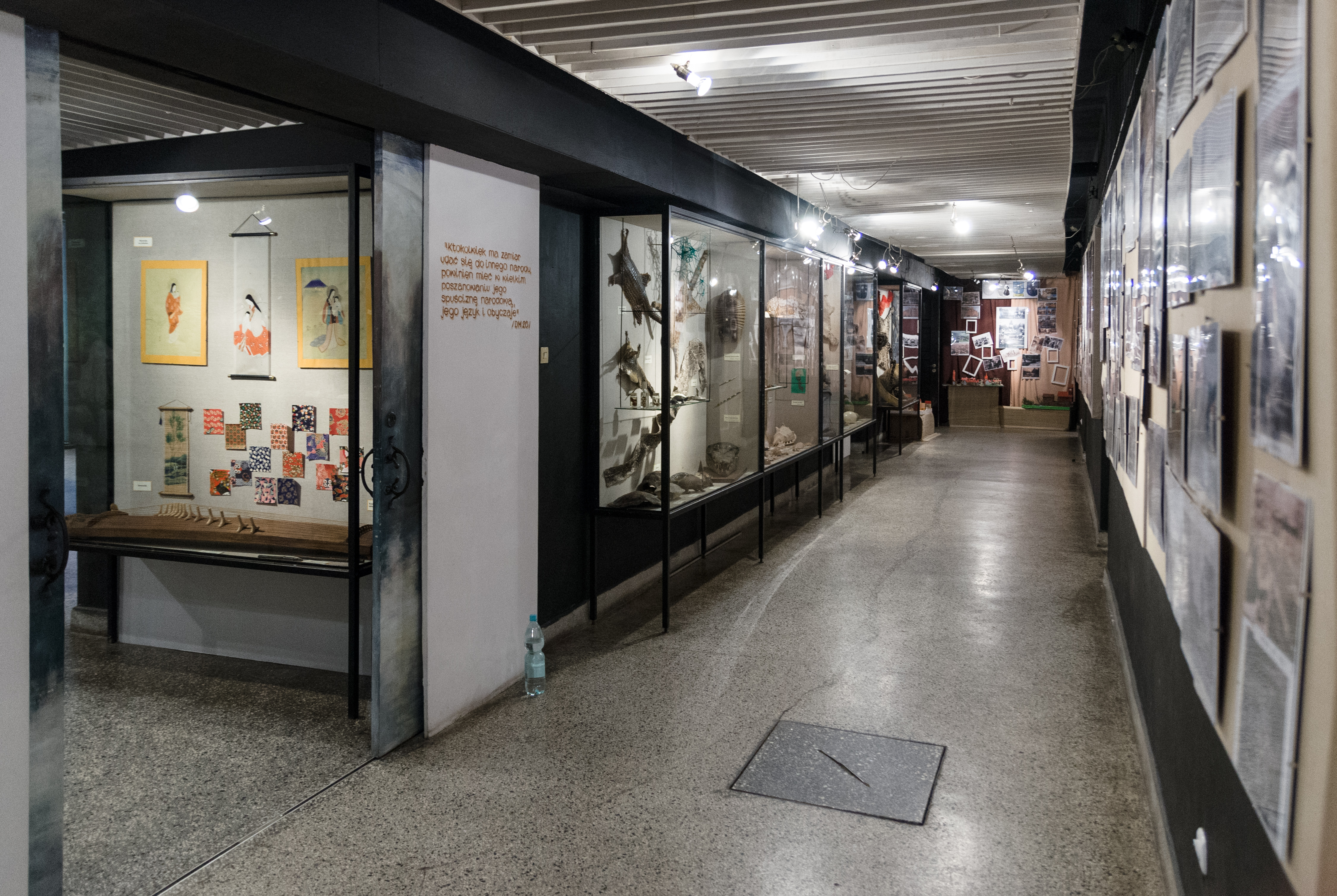
Wnętrze Muzeum Etnograficzno-Misyjnego Księży Werbistów w Pieniężnie

Jednym z podstawowych zadań zgromadzenia w Polsce jest formacja i kształcenie przyszłych misjonarzy. Najważniejszą rolę pełni tutaj Misyjne Seminarium Duchowne Księży Werbistów w Pieniężnie na Warmii. Przez ponad pięćdziesiąt lat działalności dało Kościołowi ponad 600 misjonarzy – kapłanów i braci zakonnych. Obecnie każdego roku jego mury opuszcza kilku nowych misjonarzy.
Drugim ważnym polem działalności werbistów jest szeroko pojęta animacja misyjna polskiego społeczeństwa. Wymienić tutaj należy:
- organizację imprez oraz cyklicznych akcji o charakterze ściśle animacyjnym, w tym "Wakacji z misjami" oraz akcji "Kierowcy Misjom"
- działalność duszpasterską na terenie parafii
- duszpasterstwo rekolekcyjne (Górna Grupa, Laskowice, Nysa)
- duszpasterstwo specjalistyczne wśród mniejszości narodowych, emigrantów, narkomanów, chorych na AIDS, dzieci ulicy itp. (Białystok, Warszawa)
- pracę naukową na Katolickim Uniwersytecie Lubelskim, Uniwersytecie Kardynała Stefana Wyszyńskiego, Uniwersytecie Warmińsko-Mazurskim w Olsztynie oraz Kolegium Teologicznym w Królewcu
- działalność w środkach społecznego przekazu: Wydawnictwo „Verbinum”, czasopismo „Misjonarz”, programy radiowe i telewizyjne, misyjny serwis internetowy itp. (Warszawa, Laskowice Pom.)
- działalność Apostolatu Biblijnego (Laskowice)
- działalność dydaktyczną: Szkoła Językowa (Nysa), Liceum Ogólnokształcące (Laskowice Pom.)
- działalność Muzeum Misyjno-Etnograficznego (Pieniężno wraz z filiami w Białymstoku, Chludowie, Górnej Grupie, Nysie i Laskowicach)

## Werbiści na świecie
W 1889 roku dwóch pierwszych misjonarzy wyruszyło do Chin.
Zgromadzenie liczy obecnie 6050 współbraci w ślubach czasowych i wieczystych. W tej liczbie znajduje się:
- 45 biskupów
- 3820 kapłanów
- 653 braci zakonnych
- 82 braci w ślubach czasowych
- 1043 alumnów
- 407 nowicjuszy

Liczba współbraci pracujących na poszczególnych kontynentach przedstawia się następująco (w nawiasie podano kraje, w których werbistów jest najwięcej):
- Azja – 2668 (Indonezja – 1228)
- Europa – 1324 (Niemcy – 354)
- Ameryka Pn.i Pd. – 1315 (USA – 405)
- Afryka – 515 (Ghana – 152)
- Oceania – 228 (Papua-Nowa Gwinea – 155)

Najwięcej współbraci pochodzi z Azji (3119). Na kolejnych miejscach plasują się: Europa (1883), Ameryka Pn. i Pd. (741), Afryka (259) i Oceania (48).
Najliczniejsze prowincje Zgromadzenia (powyżej 200 osób):
- Prow. Ende (Indonezja) – 541
- Prow. Polska – 281
- Prow. Chicago (USA) – 281
- Prow. Indyjska Centralna – 258
- Prow. Filipińska Centralna – 249
- Prow. Timor (Indonezja) – 245
- Prow. Niemiecka Płn. – 242
- Prow. Jawa (Indonezja) – 233
- Prow. Ruteng (Indonezja) – 209

### Lista misji werbistów

#### Europa
- Austria;
- Belgia;
- Białoruś;
- Chorwacja;
- Francja;
- Hiszpania;
- Holandia;
- Irlandia;
- Mołdawia;
- Niemcy;
- Polska;
- Portugalia;
- Rosja;
- Rumunia;
- Serbia;
- Słowacja;
- Szwajcaria;
- Ukraina;
- Węgry;
- Wielka Brytania;
- Włochy.

#### Ameryka Północna
- Kanada;
- Meksyk;
- Nikaragua;
- Panama;
- Stany Zjednoczone (Polskie Centrum Polonijne Jana Pawła II w Yorba Linda).

#### Karaiby
- Anguilla;
- Antigua i Barbuda;
- Jamajka;
- Kuba;
- Montserrat;
- Saint Kitts i Nevis.

#### Ameryka Południowa
- Argentyna;
- Boliwia;
- Brazylia;
- Chile;
- Ekwador;
- Kolumbia;
- Paragwaj.

#### Azja
- ChRL (w tym Hongkong);
- Filipiny;
- Indie;
- Indonezja;
- Japonia;
- Korea Południowa;
- Tajlandia;
- Tajwan;
- Timor Wschodni.

#### Oceania
- Australia;
- Fidżi;
- Nowa Zelandia;
- Papua-Nowa Gwinea.

#### Afryka
- Angola;
- Benin;
- Botswana;
- Czad;
- Ghana;
- Kenia;
- Demokratyczna Republika Konga;
- Madagaskar;
- Togo;
- Zambia;
- Zimbabwe.

## Werbiści w Polsce

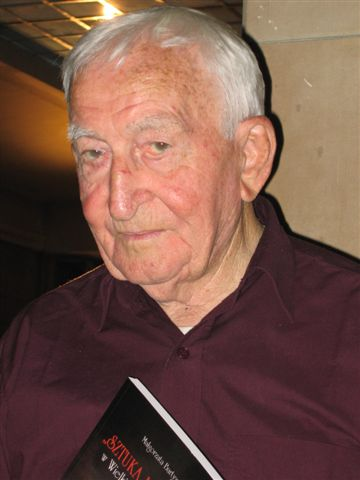
Marian Żelazek, polski werbista. Jako misjonarz katolicki niósł pomoc biednym i trędowatym w Indiach, za co był nominowany do Pokojowej Nagrody Nobla

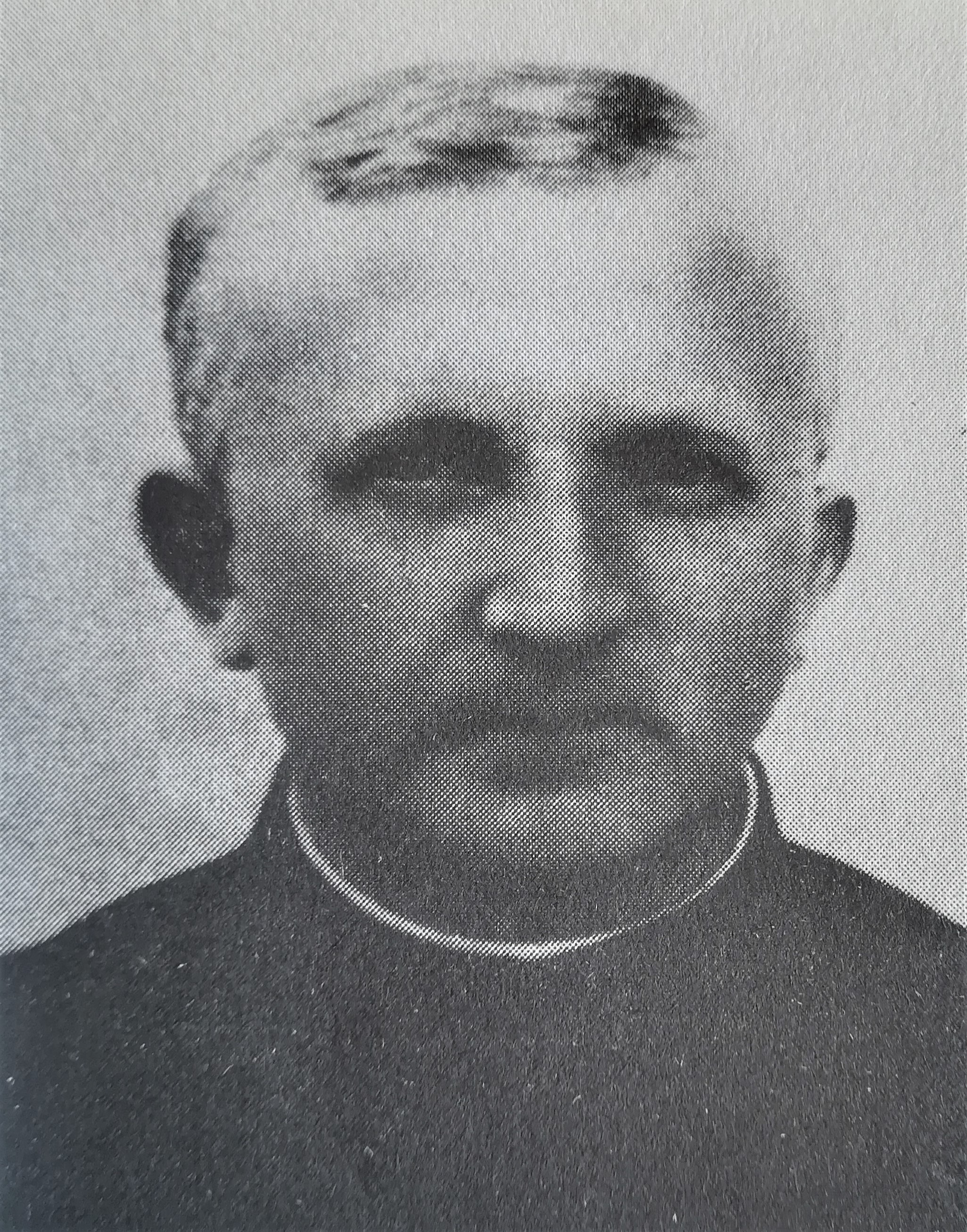
Franciszek Herud

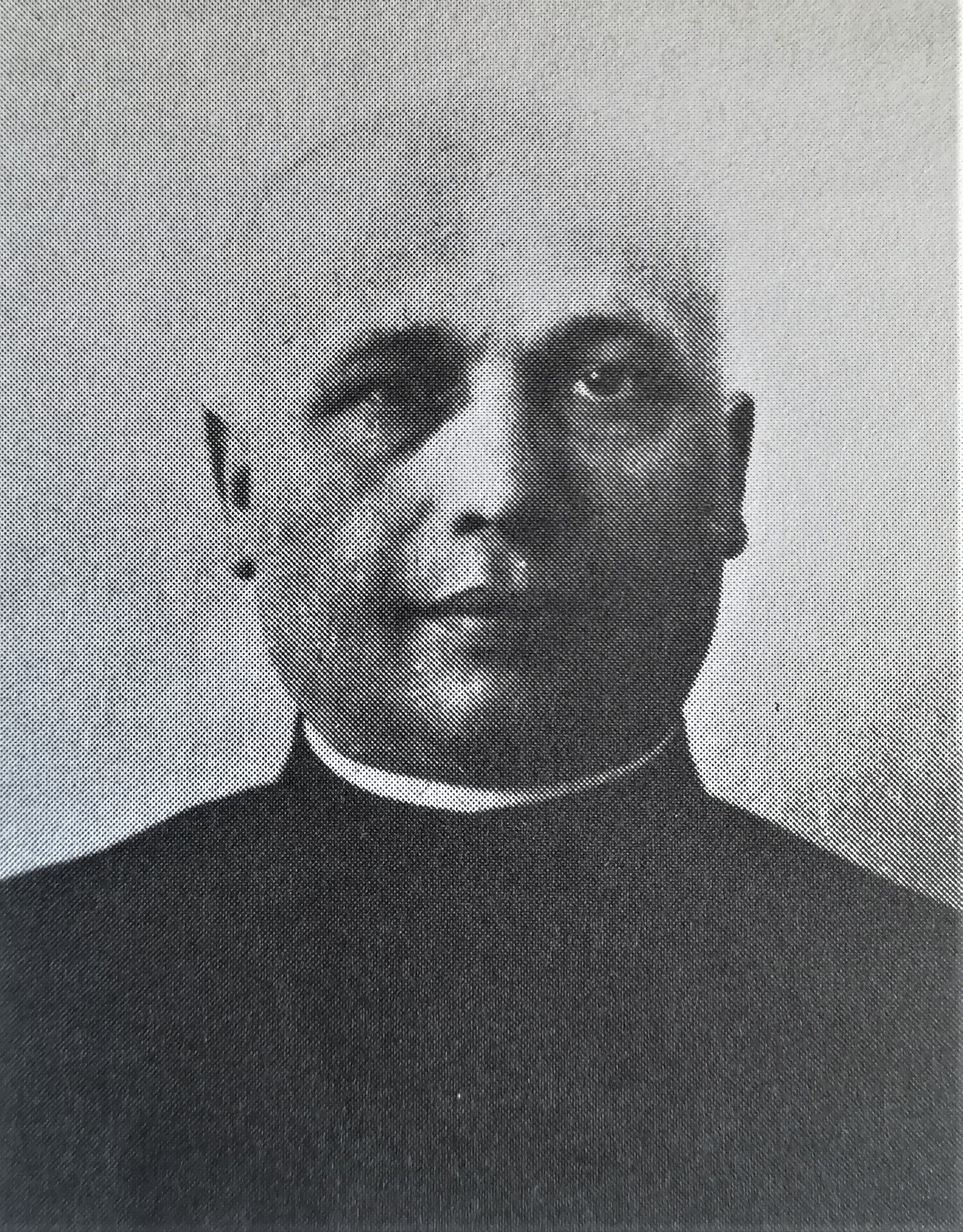
Tomasz Puchała

Pierwsi werbiści przybyli do Polski z Austrii po I wojnie światowej. Od razu spotkali się z życzliwym przyjęciem. 12 kwietnia 1922 roku o. Tomasz Puchała mianowany został superiorem Prowincji Wschodnioniemieckiej na Polskę. 5 lat później powstała Regia Polska, której pierwszym regionałem został o. Franciszek Herud. W roku 1935 zostaje utworzona Prowincja Polska.
Okres międzywojenny to czas powstawania nowych domów – w Pieniężnie i Bytomiu (1920), Rybniku (1922), Górnej Grupie (1923), Bruczkowie i Chludowie (1935), w którym w roku 1935 otwarto nowicjat. Od 1938 roku rozpoczynają wyjeżdżać na misje pierwsi polscy misjonarze (w sumie 25 braci i 12 ojców). Do czasu wybuchu wojny Prowincja Polska liczyła 29 ojców, 61 braci, trzy juwenaty z 420 uczniami, dwie parafie, drukarnię.
Dynamiczny rozwój Zgromadzenia przerwała II wojna światowa. Domy zamknięto. Aresztowano 14 ojców, 14 kleryków, 4 braci i 12 nowicjuszy. Z 44 współbraci w obozach koncentracyjnych straciło życie 23. W grupie męczenników werbistowskich okresu II wojny światowej znalazło się 4 współbraci, którzy w 1999 roku zaliczeni zostali w poczet błogosławionych. Byli to: br. Grzegorz Frąckowiak, o. Stanisław Kubista, o. Alojzy Liguda i o. Ludwik Mzyk.
Po wojnie w roku 1946 rozpoczął się pierwszy nowicjat z 20 nowicjuszami. W sierpniu tegoż roku w Górnej Grupie podjęło naukę 50 uczniów. Dwa lata później w Pieniężnie na Warmii rozpoczęło działalność Wyższe Seminarium Duchowne, które przez ponad 50 lat nieprzerwanego funkcjonowania wykształciło ponad 600 misjonarzy (kapłanów i braci) czynnie włączających się w dzieło misyjne Kościoła w 54 krajach świata.
Oprócz działalności misyjnej, werbiści propagują także w Polsce nową modlitwę do Ducha Świętego ułożoną przez werbistę, o. Mirosława Piątkowskiego, nazywaną Koronką ku czci Ducha Świętego i Jego siedmiu darów.

## Przełożeni Regii i Prowincji Polskiej
- o. Franciszek Herud (1885-1948): regionał w latach 1927–1933,
- o. Tomasz Puchała (1890–1946): pierwszy superior (do 1927), potem regionał (1933–1935), a później pierwszy prowincjał (1935–1939),
- o. Franciszek Herud: prowincjał (1939–1947),
- o. Jacek Kubica (1903–1962): prowincjał (1948–1957),
- o. Feliks Zapłata (ur. 1914): prowincjał (1957–1960),
- o. Bruno Kozieł (ur. 1916): prowincjał (1960–1966),
- o. Alfons Boniewicz (ur. 1915): prowincjał (1966–1969),
- o. Leonard Szymański (ur. 1925): prowincjał (1969–1978),
- o. Bernard Bona (ur. 1914): prowincjał (1978–1979)[8],
- o. Alfons Labuda (ur. 1936): prowincjał (1979–1986),
- o. Konrad Keler: prowincjał (1986–1992),
- o. Jan Wichary: prowincjał (1992–1998),
- o. Eugeniusz Śliwka: prowincjał (1998–2001),
- o. Ireneusz Piskorek: prowincjał (2001–2007),
- o. Andrzej Danilewicz: prowincjał (2007–2013),
- o. Eryk Koppa: prowincjał (2013-2018),
- o. Sylwester Grabowski: prowincjał (od 2018)[9].